# تروور کوکر
تروور کوکر (انگلیسی: Trevor Coker; ۱ اکتبر ۱۹۴۹ – ۲۳ اوت ۱۹۸۱) قایقران روئینگ اهل نیوزیلند بود.
وی در مسابقات کشوری و بین‌المللی در مجموع برندهٔ ۲ مدال طلا، ۳ مدال برنز شده‌است.